# Кальварийская брама
Кальвари́йская бра́ма или Кальвари́йские воро́та (бел. Кальварыйская брама) — входные ворота на Кальварийское кладбище в Минске. Возведены в 1830 году на средства Юрия Кобылинского в память о его покойной жене Юзефе в формах классицизма.

## Архитектура

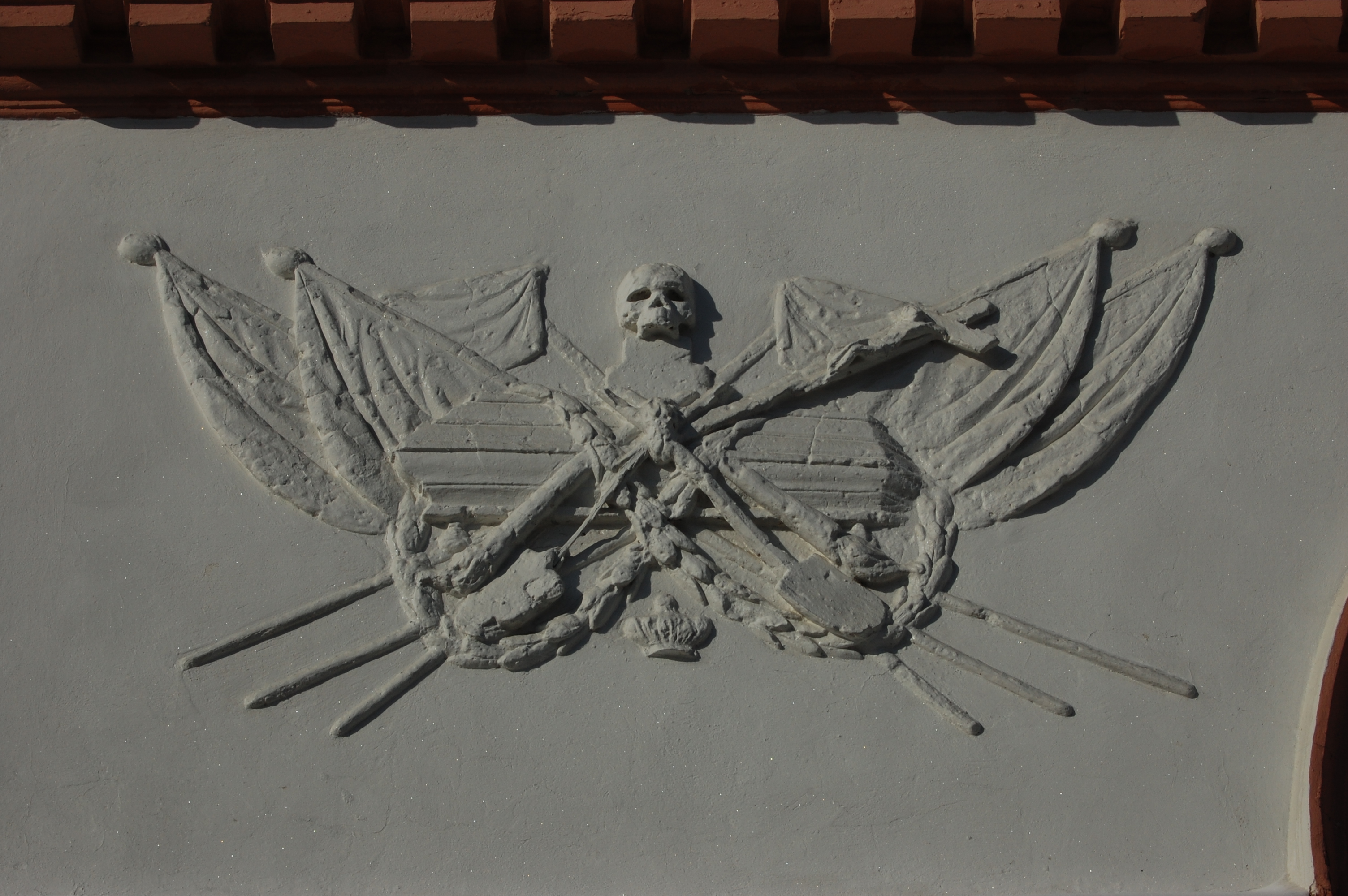
Флаги с гробом

Флаги с урной

Прямоугольное в плане кирпичное сооружение с тремя проёмами: большим центральным и меньшими, симметрично расположенными по бокам — завершено покатой двускатной крышей, разделенной карнизом на два яруса. Нижний ярус рустован, над боковыми проёмами верхнего яруса размещены лепные знамёна. Сооружение завершается мощным карнизом с дентикулами и длинным прямоугольным парапетом, что придаёт композиции некоторую статичность. Со стороны входа на воротах надпись на польском языке «Вечный покой», с другой стороны — посвящение жене Кобылинского, тоже на польском:

Памятный дар мужа и детей, посвященный Юзефе Кобылинской, похороненной здесь в сентябре 1830 г.
Оригинальный текст (пол.)PAMIĄTKA MĘŻA I DZIECI POSWIĘCONA JOZEFIE KOBYLINSKIEY
R. 1830 WRZESNIA TU POGRZEBIONEY